# Janghanpyeong (metropolitana di Seul)
Janghanpyeong (장한평역 - 長漢坪驛, Janghanpyeong-yeok ) è una stazione della metropolitana di Seul servita dalla linea 5 della metropolitana di Seul.

## Linee
SMRT
● Linea 5 (Codice: 543)

## Struttura
La stazione è sotterranea, e dispone di un marciapiede a isola centrale con due binari passanti, e porte di banchina a piena altezza.
| Dir. Banghwa             | ● Linea 5 | per Wangsimni, Jongno 3-ga, Gongdeok, Yeouido, Gimpo Aeroporto e Banghwa |
| Dir. Sangil-dong/Macheon | ● Linea 5 | per Gunja, Gangdong, Sangil-dong e Macheon                               |

## Stazioni adiacenti
| «        | Servizio | »       |
| Linea 5  | Linea 5  | Linea 5 |
| -------- | -------- | ------- |
| Dapsimni | -        | Gunja   |